# Halsband-Springaffe

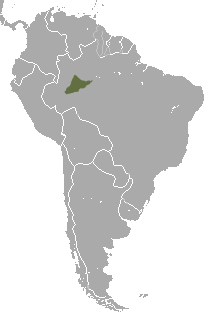
Verbreitungsgebiet in Südamerika

Der Halsband-Springaffe oder Witwenaffe (Cheracebus torquatus, Syn.: Callicebus torquatus, Callicebus purinus) ist eine Primatenart aus der Unterfamilie der Springaffen innerhalb der Familie der Sakiaffen (Pitheciidae).

## Merkmale
Halsband-Springaffen zählen zu den größeren Vertretern der Springaffen, sie erreichen eine Kopfrumpflänge von bis zu 36 Zentimetern. Der Schwanz ist mit 46 Zentimetern deutlich länger, er ist buschig und kann wie bei allen Springaffen nicht als Greifschwanz verwendet werden. Das Gewicht beträgt 1,1 bis 1,5 Kilogramm, wobei die Männchen etwas schwerer als die Weibchen werden. Das Fell ist dicht und lang, es ist überwiegend dunkelrot bis schwarzbraun gefärbt, wobei der Bauch und die Innenseite der Gliedmaßen heller sind. An der Kehle erstreckt sich die namensgebende, weiße oder gelbliche Fellzeichnung.

## Verbreitung und Lebensraum
Halsband-Springaffen leben im nördlichen Amazonasbecken in Brasilien. Ihr Verbreitungsgebiet wird im Norden vom Rio Solimões, im Westen vom Rio Juruá und im Osten vom Rio Purus begrenzt. Ihr Lebensraum sind tropische Regenwälder.

## Lebensweise
Diese Primaten sind tagaktive Baumbewohner, die selten auf den Boden kommen. Sie bewegen sich im Geäst sowohl auf allen vieren als auch springend fort. Sie leben in Gruppen aus zwei bis sieben Tieren, die sich aus einem Männchen, einem Weibchen und den gemeinsamen Jungtieren zusammensetzen. Das Männchen und das Weibchen leben monogam, sie bleiben meist ihr Leben lang zusammen. Gruppen bewohnen kleine Territorien, auf die sie Artgenossen mit morgendlichen Duettgesängen hinweisen.
Die Nahrung der Halsband-Springaffen besteht vorwiegend aus Früchten, in geringem Ausmaß nehmen sie Insekten zu sich.
Nach rund fünf- bis sechsmonatiger Tragzeit bringt das Weibchen ein einzelnes Jungtier zur Welt. Nach dessen ersten Lebenstagen kümmert sich der Vater intensiv um es. Er trägt es herum und übergibt es der Mutter nur zum Säugen.

## Systematik
Der Halsband-Springaffen ist eine von rund 30 Arten aus der Unterfamilie der Springaffen (Callicebinae). Er war Namensgeber der torquatus-Artengruppe innerhalb der Gattung Callicebus, die auch als eigene Untergattung Torquatus geführt wurde. Die Tiere dieser Artengruppe sind relativ groß, sie weisen ein dunkles, eher einfärbiges Fell auf und ernähren sich im Gegensatz zu den anderen Springaffen kaum von Blättern. Zu dieser Gruppe zählen neben dem Halsband-Springaffen noch der Lucifer-Springaffe, der Schwarze Springaffe, der Schwarzhand-Springaffe und der Rotkopf-Springaffe. All diese Arten wurden früher als Unterarten des Halsband-Springaffen geführt. Im März 2016 wurde die torquatus-Artengruppe in eine eigenständige Gattung überführt (Cheracebus).
Der Halsband-Springaffe wurde 1807 durch den deutschen Naturforscher Johann Centurius von Hoffmannsegg erstmals wissenschaftlich beschrieben. 1927 beschrieb der britische Zoologe Oldfield Thomas einen sehr ähnlichen Springaffen unter der Bezeichnung Callicebus purinus. Diese Art (jetzt als Cheracebus purinus) wurde 2020 mit dem Halsband-Springaffen synonymisiert.

## Gefährdung
Zwar wird der Halsband-Springaffe von indigenen Völkern bejagt, insgesamt zählt er aber laut IUCN nicht zu den bedrohten Arten.

## Belege
1. 1 2  
Hazel Byrne, Anthony B. Rylands, Stephen Nash u. Jean P Boubli (2020): On the Taxonomic History and True Identity of the Collared Titi, Cheracebus torquatus (Hoffmannsegg, 1807) (Platyrrhini, Callicebinae). Primate Conservation, 34, 1-40. PDF bei Researchgate
2. ↑  
Hazel Byrne, Anthony B. Rylands, Jeferson C. Carneiro, Jessica W. Lynch Alfaro, Fabricio Bertuol, Maria N. F. da Silva, Mariluce Messias, Colin P. Groves, Russell A. Mittermeier, Izeni Farias, Tomas Hrbek, Horacio Schneider, Iracilda Sampaio and Jean P. Boubli: Phylogenetic relationships of the New World titi monkeys (Callicebus): first appraisal of taxonomy based on molecular evidence. Frontiers in Zoology, 2016, 13:10, DOI: 10.1186/s12983-016-0142-4
3. ↑  Cheracebus torquatus in der Roten Liste gefährdeter Arten der IUCN. Abgerufen am 2. Juli 2020.